# Congrès universel d'espéranto de 1915
Pour un article plus général, voir Congrès universel d'espéranto.
Le congrès universel d’espéranto de 1915 est le 11e congrès universel d’espéranto, organisé en août 1915, à San Francisco aux États-Unis. 